# Taihungshania
Taihungshania miqueli
Genre
Espèce
Taihungshania est un genre éteint de trilobites asaphides, de la famille des Taihungshaniidae (hu). Le genre est connu dans l'Ordovicien en Chine, en France (montagne Noire), et en Iran. C'est une « forme typiquement gondwanienne ».
D'autres espèces ont été rattachées à ce genre, mais seule l'espèce type Taihungshania miqueli, décrite par le géologue français Pierre Joseph Jules Bergeron en 1894, est considérée comme valide. Elle est abondante dans les schistes à nodules phosphatés de l'Ordovicien de la montagne Noire, dont ceux de la formation de Saint-Chinian.

## Autres espèces décrites
- Taihungshania shui landeyranensis (Thoral, 1935), de la montagne Noire[6] ;
- Taihungshania hectori Reed, 1926, de Nouvelle-Zélande, renommée Ruapyge hectori en 1979[7].

## Description
C'est un grand trilobite avec des épines pygidiales assez longues. Comme de nombreux membres de l'ordre des Asaphida, T. miqueli a vraisemblablement été planctonique et est devenu benthique au cours de sa croissance entre les périodes protaspide et méraspide de son ontogénèse.